# Upiór w operze w Royal Albert Hall
Upiór w operze w Royal Albert Hall (oryg. The Phantom of the Opera at the Royal Albert Hall) – brytyjska adaptacja filmowa z 2011 roku musicalu Upiór w operze (1986) Andrew Lloyda Webbera. 
Spektakl pochodzi z galowych występów w Royal Albert Hall na 25. rocznicę londyńskiej premiery Upiora w operze, które miały miejsce 1 października o godz. 19:30 oraz 2 października o godz. 13:30 oraz 19:00. Ponadto spektakle transmitowano na żywo w wybranych kinach na całym świecie. Obsada spektaklu liczyła ponad 200 osób, a towarzyszyła im 45-osobowa orkiestra pod dyrekcją Anthony'ego Inglisa.
Trzecie, ostatnie przedstawienie galowe zostało zakończone przemową twórcy Andrew Lloyda Webbera i wielkim finałem podczas którego przywitano na scenie oryginalną londyńską obsadę musicalu m.in. Sarah Brightman (Christine) i Michaela Crawforda (Upiór). Brightman wykonała tytułowy utwór Phantom of the Opera wspólnie z czterema aktorami, którzy poprzednio wcielali się w rolę Upiora: Colmem Wilkinsonem (obsada przedpremierowa i kanadyjska), Anthonym Warlowem (obsada australijska), Peterem Jöbackiem (obsada szwedzka, West End, Brodway) oraz Johnem Owenem-Jonesem (obsada londyńska, trasa na 25-lecie musicalu). Na zakończenie, do czterech wymienionych aktorów wcielających się w rolę Upiora dołączył Upiór z tego spektaklu, Ramin Karimloo, i wykonali oni wspólnie piosenkę The Music of the Night. 

## Obsada
- Ramin Karimloo jako Upiór
- Sierra Boggess jako Christine Daaé
- Hadley Fraser jako Raoul, Vicomte de Chagny
- Wendy Ferguson jako Carlotta Giudicelli
- Liz Robertson jako Madame Giry
- Daisy Maywood jako Meg Giry
- Barry James jako Monsieur Richard Firmin
- Gareth Snook jako Monsieur Gilles André
- Wynne Evans jako Ubaldo Piangi
- Nick Holder jako Joseph Buquet
- Earl Carpenter jako Licytator
- Siergiej Połunin jako niewolnik (Hannibal) / Shepherd (Il Muto)

## Ścieżka dźwiękowa
Źródło: 
Płyta 1 (Prolog, Akt I)
1. Prologue – 4:32
2. Overture – 8:24
3. Think Of Me – 9:15
4. Angel of Music – 3:41
5. Little Lotte... / The Mirror... (Angel of Music) – 3:33
6. The Phantom of the Opera – 5:16
7. The Music of the Night – 6:38
8. I Remember... / Stranger Than You Dreamt It... – 3:26
9. Magical Lasso – 1:02
10. Notes... / Prima Donna – 12:56
11. Poor Fool, He Makes Me Laugh – 4:38
12. Why Have You Brought Me Here? / Raoul, I've Been There – 3:22
13. All I Ask of You – 4:10
14. All I Ask of You (Reprise) – 3:47

Płyta 2 (Akt II, Finał)
1. Entra'acte – 4:09
2. Masquerade / Why So Silent? – 8:08
3. Notes / Twisted Every Way – 10:53
4. Wishing You Were Somehow Here Again – 4:36
5. Wandering Child... / Bravo Bravo – 8:29
6. The Point of No Return – 6:02
7. Down Once More... / Track Down This Murderer – 19:22
8. Grand Finale – 17:57

## Nagranie
Wersja musicalu wydana w wersji filmowej na DVD, Blu-Ray, digital download jest montażem wszystkich trzech spektakli, a jej premiera w Wielkiej Brytanii miała miejsce 14 listopada 2011 roku (wersja digital download trzy dni wcześniej), zaś w Ameryce Północnej 7 lutego 2012 roku.
Ścieżka dźwiękowa spektaklu została wydana na CD 14 listopada 2011 roku przez Decca Records oraz została udostępniona w serwisie iTunes i Spotify. 
Produkcja była dostępna za darmo przez 24 godziny (w Wielkiej Brytanii) oraz 48 (w pozostałych krajach) podczas światowej pandemii COVID-19 18–19 kwietnia 2020 roku. Powodem darmowego udostępnienia musicalu w serwisie YouTube była charytatywna zbiórka pieniędzy dla organizacji The Actors Fund, której celem było wsparcie artystów oraz pracowników scenicznych „zapewniając [im] pomoc finansową w nagłych wypadkach na pokrycie niezbędnych kosztów leczenia i podstawowych wydatków na utrzymanie dla osób dotkniętych chorobą” podczas pandemii COVID-19.